# Gustaaf Peek

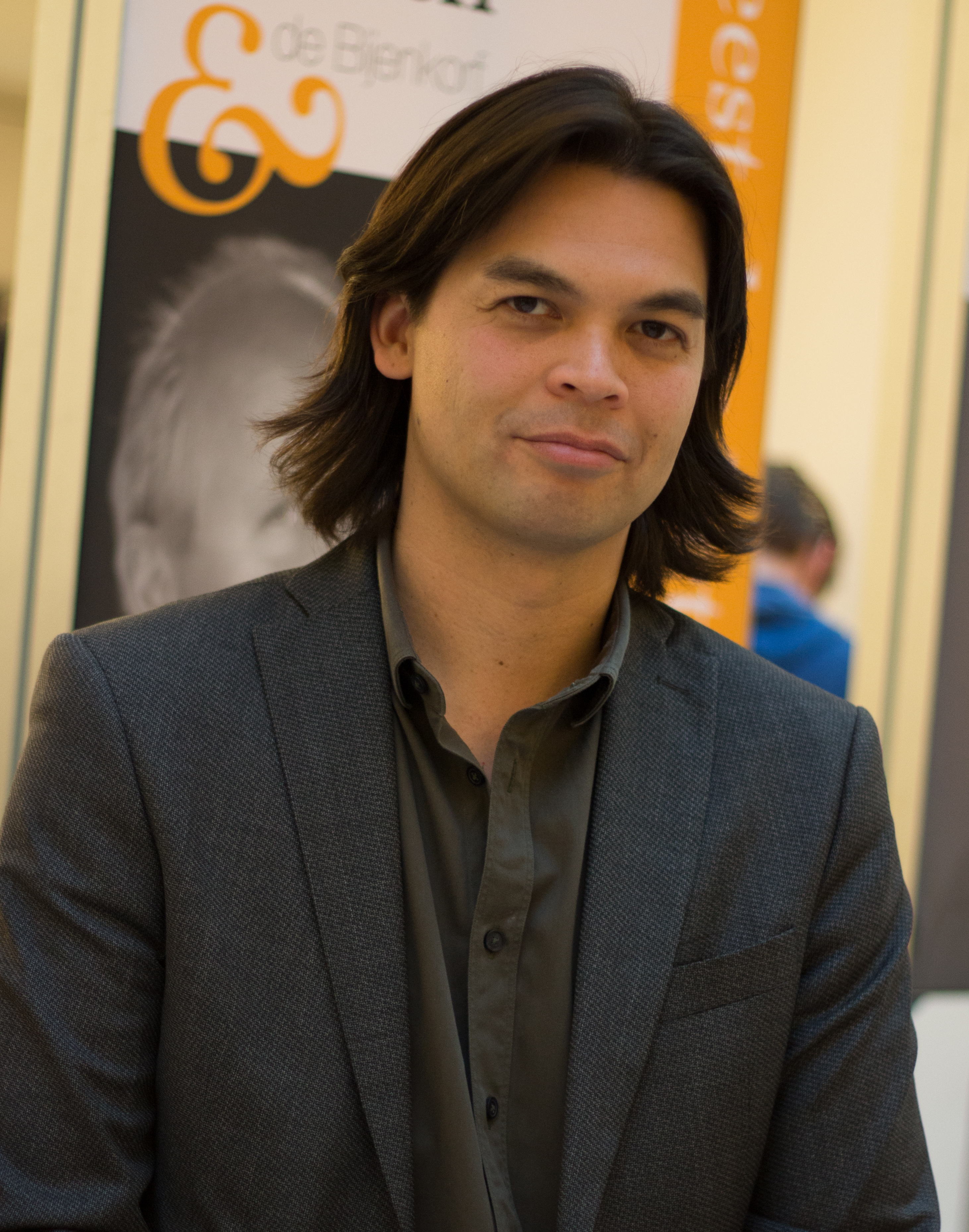
Gustaaf Peek, Fest der Literatur 2015

Gustaaf Peek (* 1975 in Haarlem) ist ein niederländischer Schriftsteller, Fotograf und Journalist.

## Leben
Peek studierte Englische Sprache und Literatur an der Universität Leiden. Danach absolvierte er eine Ausbildung zum Fotografen. Zunächst schrieb er Gedichte und Erzählungen, die in verschiedenen niederländischen Zeitschriften, wie Tzum, De Tweede Ronde, Lava und Nymph erschienen.
Seinen ersten Roman Armin publizierte er 2006 beim Verlag Atlas Contact in Amsterdam. Es geht in dem Roman um die Rassenideologie im nationalsozialistischen Dritten Reich. Der von der SS getragene Lebensborn-Verein hatte zum Ziel, auf der Grundlage der nationalsozialistischen Rassenhygiene und Gesundheitsideologie die Erhöhung der Geburtenziffer „arischer“ Kinder herbeizuführen. Erzählt wird die Geschichte des jungen SS-Soldaten Armin Immendorf, der als Geburtshelfer in einem Lebensbornheim angestellt wird.
Peeks zweiter Roman Dover erschien 2008 beim Querido-Verlag. Ausgangspunkt ist der Hafen von Dover, in dem im Juni 2000 vom britischen Zoll der Laderaum eines niederländischen Lastwagens aus Rotterdam geöffnet wird und man dort 58 tote Chinesen findet. Unter den Opfern dieses Menschenhandels befinden sich nur zwei Überlebende. Es geht um in dem Roman um Menschen, die an den Rand der Gesellschaft gedrängt werden, um Flucht, Ausbeutung und Leben in der Illegalität, um Asyl und Zwangsprostitution. Der Roman Dover wurde 2008 für den Halewijnpreis und den BNG Nieuwe Literatuurprijs nominiert.
Der Roman Ik was Amerika (Ich war Amerika) spielt wie Armin in der Zeit des Zweiten Weltkrieges. Die Hauptperson, Dirk Winter, kämpft für die deutsche Armee in Nordafrika. Er wird von den Alliierten gefangen genommen und in ein Kriegsgefangenenlager nach Südamerika gebracht. Dort freundet er sich mit Harris an, den er mehr als dreißig Jahre später in Amerika treffen möchte. Für den Roman wurde Peek mit dem BNG Nieuwe Literatuurprijs und dem F. Bordewijk-prijs ausgezeichnet.
Im Oktober 2014 wurde Peeks vierter Roman Godin, held veröffentlicht, der im August 2016 auf Deutsch (Göttin und Held) erscheint. Für den Roman kam der Autor auf die Shortlist des renommierten Libris-Literaturpreises. Vom Ende zum Anfang erzählt wird die Geschichte einer Liebe zwischen Tessa und Marius. Es geht um das metaphysische Geheimnis der Frage, was Liebe zwischen Mann und Frau ist. Ist Liebe ein Traum oder Wirklichkeit, oder ist sie Selbstbetrug?
Von 2010 bis 2015 war Peek Redakteur der Literaturzeitschrift De Revisor in Amsterdam.
Der Autor wohnt und arbeitet in Amsterdam. Mit seiner Frau hat er eine gemeinsame Tochter.

## Werke

### Romane
- 2014: Godin, held[1][2][3]
- 2010: Ik was Amerika[4][5]
- 2008: Dover[6]
- 2006: Armin[7]

### Erzählungen
- De val van Kattenburg, in: Het land binnen de muren. Daan Heerma van Vos, Allard Schröder, Niña Weijers, Carolina Trujillo, Gustaaf Peek, Verhalen uit het Marineterrein Amsterdam, Verlag Das Mag 2015. (niederländisch)

### Werke auf Deutsch
- 2016: Göttin und Held. Ins Deutsche übertragen von Nathalie Lemmens, Verlag DVA München, 336 S., ISBN 978-3-421-04707-6.

## Auszeichnungen
- 2011: F. Bordewijk-prijs für Ik was Amerika[8]
- 2010: BNG Nieuwe Literatuurprijs für Ik was Amerika[9]

### Nominierungen
- 2015: Libris-Literaturpreis (Shortlist) für Godin, held[10]
- 2008: Halewijnpreis für Dover
- 2008: BNG Nieuwe Literatuurprijs für Dover

## Trivia
Gustaaf Peeks Großvater war Enkel des deutsch-niederländischen Kaufmanns Johann Theodor Peek, der im Jahr 1900 zusammen mit Heinrich Anton Adolph Cloppenburg die Peek et Cloppenburg GmbH in Düsseldorf gegründet hat.